# Yanggak-Brücke
Die Yanggak-Brücke ist eine Straßen- und Eisenbahnbrücke in der nordkoreanischen Hauptstadt Pjöngjang. Sie verbindet die Stadtbezirke P’yŏngch’ŏn-guyŏk, Chung-guyŏk mit dem Bezirk Sŏngyo-guyŏk mit einer Überführung über die Insel Yanggak und ist eine der sechs Brücken, die in Pjöngjang über den Taedong-gang führen.

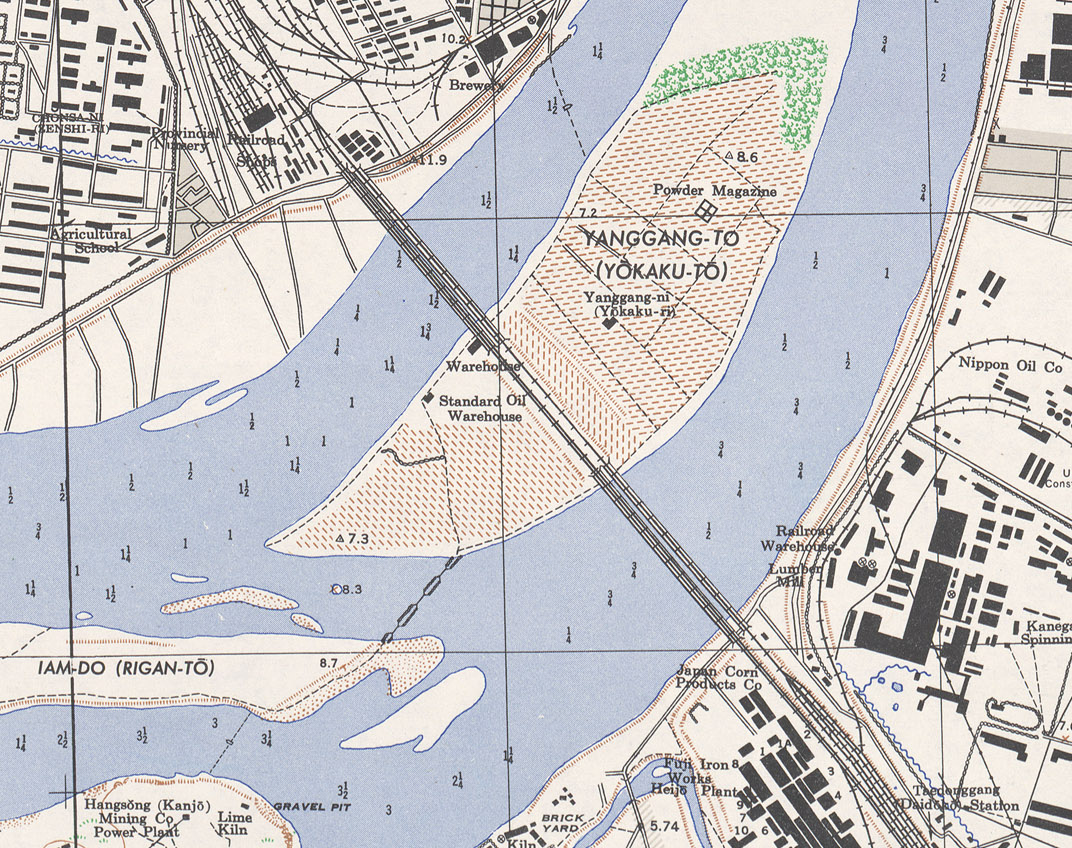
Die Brücke auf einer Karte von 1946. Zu diesem Zeitpunkt war die Brücke noch eine reine Eisenbahnbrücke, d. h. auf der östlichen Brücke gab es noch Schienenverkehr statt des heutigen Highways.

Die Brücke wurde 1904/05 als Teil der Keigi-Linie von Japanern gebaut, welche für die Linie die Konzession erhalten hatten. Sie gehört damit, zusammen mit der im gleichen Jahr erbauten Taedong-Brücke, zu den zwei ältesten Pjöngjanger Ost-West-Verbindungen über den Taedong-gang.

Sie ist in einen Nordabschnitt, nördlich von Yanggak-do, und einen Südabschnitt, südlich der Insel aufgeteilt, und besteht faktisch aus zwei parallel verlaufenden Brücken, einer für den Bahnverkehr mit Anbindung zum nebenanliegenden Hauptbahnhof Pjöngjang und den Bahnhof Taedonggang sowie einer später gebauten für den Straßenverkehr.

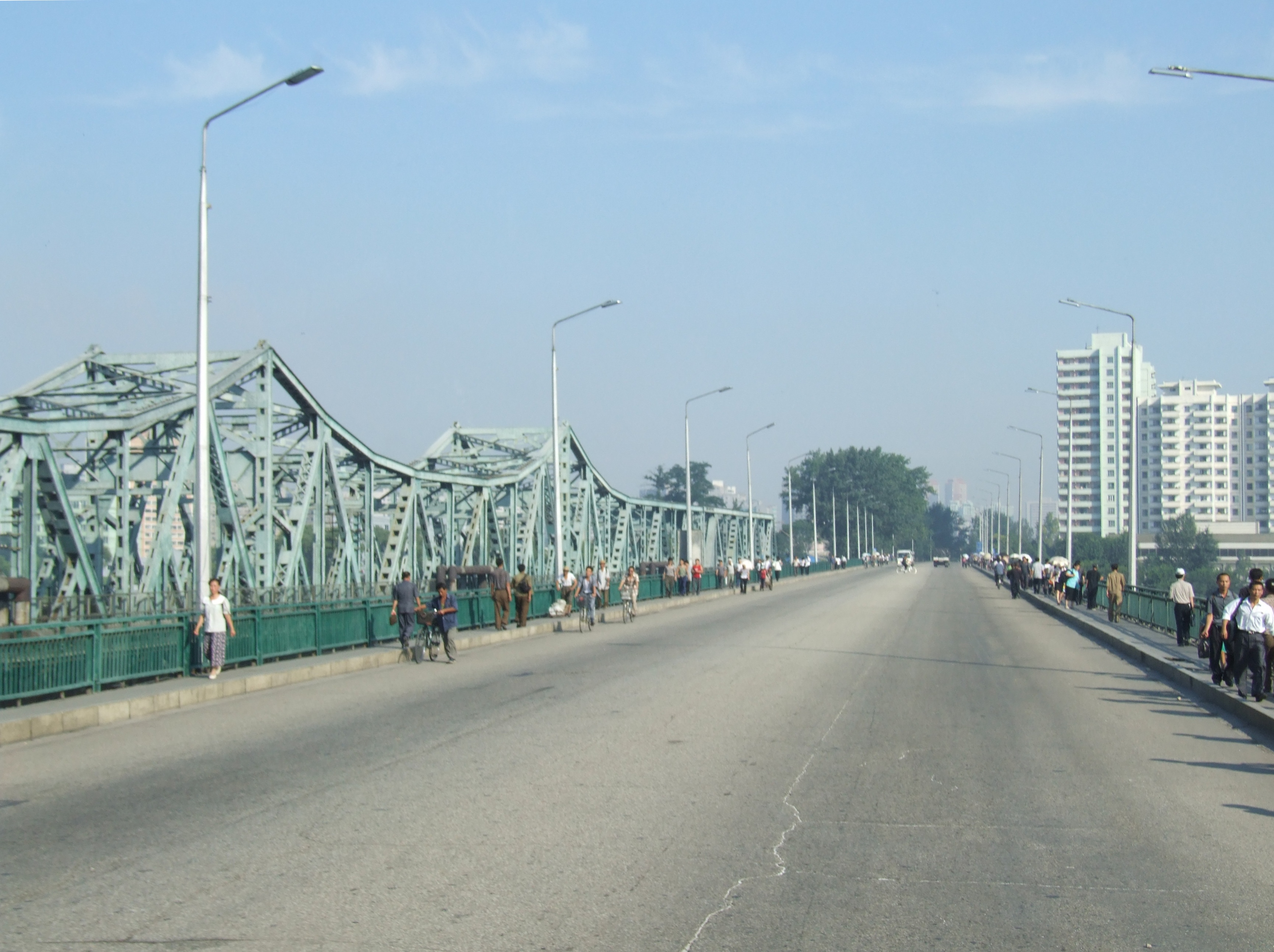
Fußgänger- und Straßenverkehr auf dem Nordabschnitt der Brücke Richtung Chung-guyŏk

Während sich ausländische Besucher auf der Insel Yanggak-do frei bewegen dürfen, ist die Begehung der Brücke als Verbindung zum Festland für Ausländer in der Regel nicht gestattet.